# Skønhedskonkurrencen
Skønhedskonkurrencen (originaltitel The Beauty Prize) er en amerikansk stumfilm fra 1924 af Lloyd Ingraham.

## Medvirkende
- Viola Dana som Connie Du Bois
- Pat O'Malley som George Brady
- Eddie Phillips som Eddie Schwartz
- Eunice Murdock Moore som Madame Estelle
- Edward Connelly som Pa Du Bois
- Edith Yorke som Ma Du Bois
- Joan Standing som Lydia Du Bois
- Frederick Truesdell som Eric Brandon